# Dmitrij Aleksanin
Dmitrij Sergeevič Aleksanin (Almaty, 18 dicembre 1991) è uno schermidore kazako, specializzato nella spada.

## Palmarès
- Giochi asiatici

Incheon 2014: bronzo nella spada a squadre.
- Campionati asiatici

Wakayama 2012: argento nella spada a squadre.
Shanghai 2013: oro nella spada a squadre.
Singapore 2015: oro nella spada a squadre.
Wuxi 2016: oro nella spada a squadre.
Bangkok 2018: argento nella spada individuale e nella spada a squadre.